# SMT-Verurteilte
SMT-Verurteilte sind die von der Endphase des Zweiten Weltkrieges an bis 1955 in der sowjetischen Besatzungszone und anfänglich auch in den besetzten deutschen Ostgebieten von Sowjetischen Militär-Tribunalen (SMT) verurteilten Zivilisten. Rund 40.000 Deutsche wurden verurteilt, entweder zu hohen Haftstrafen (meist 25 oder 10 Jahre), zur Deportation in die Sowjetunion oder zum Tode. Nach aktuellem Forschungsstand (2024) wurden zwischen 1945 und 1947 und zwischen 1950 und 1953 insgesamt 3631 Todesurteile verhängt und vollstreckt, darunter fünf gegen Beteiligte am Aufstand vom 17. Juni 1953. Von 1947 bis 1950 war die Todesstrafe in der Sowjetunion abgeschafft. Das einzige öffentliche SMT-Verfahren in der sowjetischen Besatzungszone war der Sachsenhausen-Prozess. Auch in der sowjetischen Besatzungszone in Österreich wurden zwischen 1945 und 1955 etwa 2200 Zivilisten verhaftet, von denen mindestens 1000 verurteilt und in die Sowjetunion deportiert wurden.

## Verwahrorte der SMT-Verurteilten in Deutschland
In drei der zehn sowjetischen Speziallager, nämlich in Bautzen, Sachsenhausen und Torgau (Fort Zinna), wurden dafür ab November 1945 spezielle Unterkünfte errichtet oder hergerichtet. So kamen vor die Zellenfenster in Bautzen Blechblenden, die nur einen schmalen Schlitz Tageslicht senkrecht von oben herein ließen. In Bautzen gab es in den Jahren 1945 bis 1950 den härtesten Strafvollzug; dorthin kamen diejenigen, die zu 25 Jahren Zwangsarbeit verurteilt worden waren. Die zu zehn Jahren Verurteilten lieferte man in Sachsenhausen ein. Während es in Sachsenhausen einen Lagerbetrieb gab, herrschte in Bautzen Käfighaltung. Die Häftlinge wurden zu viert in die Ein-Mann-Zelle zusammengepfercht, in einen Saal kamen 400 Mann (entnommen aus Benno von Heynitz#1945–1956, leicht gekürzt).
Bis zum 30. Juni 1947 wurden nach sowjetischen Angaben von Militärtribunalen verurteilt: 8980 Deutsche, 1746 UdSSR-Bürger und 120 Personen anderer Nationalität.
Viele Todesurteile wurden in Moskau vollstreckt. Für 927 in Moskau hingerichtete Deutsche wurde am 1. Juli 2005 ein Gedenkstein auf dem Moskauer Donskoi-Friedhof eingeweiht (siehe auch bei Wolfgang Waterstraat).
Nach Gründung der DDR verhandelten die SMT häufiger solche Fälle, in denen sich die Taten Deutscher gegen die Sowjetunion gerichtet hatten; die formale Entlassung der DDR in die volle Souveränität durch die Sowjetunion am 20. September 1955 beendete auf dem Territorium der DDR die Verfahren sowjetischer Militärgerichte gegen deutsche Staatsangehörige.

## Bekannte SMT-Verurteilte
In der nachfolgenden Liste sind nur diejenigen SMT-Verurteilten aufgeführt, für die in Wikipedia ein Artikel existiert:
- Horst Bachmann, Vorwurf unbekannt; Maler, Bildhauer, Zeichner
- Leo Bauer, NS-Verfolgter, Politiker und Publizist (KPD und SED), Spionagevorwurf
- Heinz Baumkötter, KZ-Arzt
- Hermann Becker, 1946 Thüringer Landtagsabgeordneter für die LDP, Spionage
- Herbert Belter, Student, DDR-Gegner
- Siegfried Berger, Streikführer am 17. Juni 1953
- Erich Besser, nicht linientreuer kommunistischer Politiker
- Horst Bienek, Schriftsteller und Brecht-Meisterschüler
- Ernst Busse, kommunistischer Politiker (war schon im KZ)
- Eugen Walter Büttner, Lagerführer von KZ-Nebenlagern
- Mykolaj Tscharnezkyj, ukrainischer Titularbischof, „Agent des Vatikans“
- Herbert Crüger, Politiker und Autor
- Ewald von Demandowsky, Mitarbeiter am Völkischen Beobachter
- Alfred Diener, Schlosser, Teilnehmer am Aufstand des 17. Juni 1953
- Margot Drechsel, KZ-Aufseherin
- Fritz Drescher, Politiker (SPD und SED), Vorwurf der Förderung einer sozialdemokratischen Untergrundbewegung
- Kurt Eccarius, SS-Hauptscharführer und Leiter des Arrestbereiches im KZ Sachsenhausen
- Edeltraud Eckert, engagierte sich in der antikommunistischen Kampfgruppe gegen Unmenschlichkeit
- Max Emendörfer, KPD-Widerstandskämpfer gegen den Nationalsozialismus
- Heinrich Erlen, Polizei- und SS-Führer, Kriegsverbrecher
- Arno Esch, angeblich Spionage und Bildung einer konterrevolutionären Organisation
- Wilhelm Falk, LDP-Politiker, antisowjetische Agitation
- Karl Fischer, österreichischer trotzkistischer Politiker, Widerstandskämpfer gegen den Nationalsozialismus
- Wieland Förster, bildender Künstler und Schriftsteller
- Alfred Franke-Gricksch, SS-Sturmbannführer, Kriegsverbrecher
- Gisela Gneist, wurde als 15-Jährige zu einer mehrjährigen Strafe verurteilt
- Stella Goldschlag, verriet untergetauchte Juden an NS-Behörden
- Walter Hammer, SS-Obersturmbannführer
- Wolfram von Hanstein, Agent
- Ernst Hefter, Verurteilter wegen Euthanasieverbrechen im 3. Reich
- Hans Heinze, Psychiater, an der NS-Euthanasie beteiligt
- Willi Henne, Einsatzgruppenleiter I, Einsatzgruppe Wiking (Norwegen)
- Benno von Heynitz, Gründer des Bautzen-Komitee e. V., Initiator der Gedenkstätte Bautzen
- Oskar Hippe, Widerstandskämpfer in der NS-Zeit, Kommunist
- Herbert von Hoerner, Schriftsteller und Maler
- Martin Hoffmann, Widerstand gegen die Menschenrechtsverletzungen in der DDR
- August Höhn, Schutzhaftlagerführer im KZ Sachsenhausen
- Karl Holtz, Grafiker und Karikaturist
- Werner Ihmels, Studentenpolitiker
- Wilhelm Jelinek, Autor, Anarchosyndikalist; antisowjetische Agitation und illegale Gruppenbildung
- Erwin Jöris, KPD, schon in der NS-Zeit verfolgt
- Aurel von Jüchen, Pfarrer; Spionage und Bildung oppositioneller Gruppen
- Oswald Kaduk, Rapportführer des Konzentrationslagers Auschwitz
- Anton Kaindl, Kommandant des KZ Sachsenhausen
- Walter Kempowski, Schriftsteller
- Herbert Killian, österreichischer Historiker, Vorwurf Rowdytum als Schüler
- Manfred Klein, Politiker, Spionagevorwurf
- Charlotte Köhler, Ehefrau von Erwin Köhler, in Butyrka erschossen
- Erwin Köhler, Bürgermeister von Potsdam, in Butyrka erschossen
- Winfried Köhler, als Abiturient 1949 verhaftet wegen Forderung nach demokratischen Freiheiten, später Architekt
- Walter Kolberg, Verbindungen zum Ostbüro der CDU sowie Spionage und illegale Gruppenbildung
- Michael Körner, stellvertretender Schutzhaftlagerführer im KZ Sachsenhausen
- Erich Kranz, nach seiner Freilassung 1956 evangelischer Pfarrer
- Hermann Kreutzer, konterrevolutionäre Umtriebe, Gegner der Zwangsvereinigung KPD+SPD
- Karl-Heinz Krumm, antisowjetischen Propaganda und illegale Gruppenbildung
- Petras Kubiliūnas, Offizier, Leiter der litauischen Selbstverwaltung unter deutscher Besatzung
- Josef Küchler, Ost-CDU, zu 75 Jahren Zwangsarbeit verurteilt
- Wilhelm Kunze, deutscher Generalmajor
- Karl-Heinz Kurras, (späterer West-Berliner Polizeibeamter, erschoss 1967 Benno Ohnesorg) SED-Mitglied, illegaler Waffenbesitz
- Walter Linse, politische Arbeit gegen die DDR, entführt aus West-Berlin
- Ernst Lohmeyer, evangelischer Theologe, zum Tode verurteilt als Militärkommandant des Kreises Slawjansk
- Günter Malkowski, Student, wegen antisowjetischer Tätigkeit zum Tode verurteilt
- Ferdinand Medlin, Sozialdemokrat und Gewerkschafter, vor 1933 ADGB-Bezirkssekretär in Schlesien, als Mitarbeiter der Landesverwaltung Sachsen am Wiederaufbau in Pirna und Dresden beteiligt, 1950 wegen „Spionage“ verurteilt
- Fritz Meyer-Scharffenberg, Schriftsteller
- Margarete Müller, 1946 bis 1950 mecklenburgische CDU-Landtagsabgeordnete; Spionage und illegale Gruppenbildung
- Wolfgang Natonek, Leipziger LDP-Studentenpolitiker
- Erich Nehlhans, 1945 Mitbegründer der jüdischen Gemeinde Berlin, verhalf jüdischen Rotarmisten zur Flucht nach Palästina
- Walter Nienhagen, LDP-Mitglied, Gegner der kommunistischen Diktatur
- John H. Noble, Deutsch-amerikanischer Unternehmer, Spionagevorwurf
- Walter Oehme, erster Oberbürgermeister von Görlitz nach dem Zweiten Weltkrieg
- Benno Prieß, Autor
- Kurt Prüfer, Ingenieur, zuständig für die Krematorien im KZ Auschwitz
- Gottfried Raestrup, Rechtsmediziner, hatte 1943 die sowjetische Täterschaft beim Massaker von Winnyzja festgestellt
- Rudolf Ramm, Arzt und NSDAP-Politiker
- Constantin Rembe, Generalmajor, NSDAP-Politiker
- Dieter Rieke, SPD-Politiker, unterhielt auch nach der Zwangsvereinigung von SPD und KPD Kontakte zum Ostbüro der SPD
- Erika Riemann, Schülerin, Stalin-Bild mit Lippenstift bemalt
- Fritz Ritterbusch, SS-Offizier, Mitglied der Lagerverwaltung in den KZs Majdanek und Groß-Rosen
- Horst Rocholl, Mediziner, Wehrmachtsoffizier
- Alfred Saalwächter, Generaladmiral der Kriegsmarine
- Paul Sakowski, Funktionshäftling im KZ Sachsenhausen, der als Henker von Sachsenhausen bezeichnet wurde
- Dietrich von Saucken, Panzergeneral
- Willi Rudolf Sawatzki, SS-Hauptscharführer, an Massenerschießungen im KZ Auschwitz beteiligt
- Walter Scheler, Buchhalter, am Aufstand des 17. Juni 1953 beteiligt
- Alfred Schmidt, kommunistischer Politiker und Gewerkschafter, antisowjetische Propaganda
- Rudolf Schmidt, Generaloberst
- Wilhelm Schubert, SS-Oberscharführer und Blockführer im KZ Sachsenhausen
- Horst Schüler, Journalist, Flugblätter verteilt für mehr Pressefreiheit
- Kurt Seipel, österreichischer Schüler, Vorwurf der Spionage und des Wiederaufbaus des internationalen Bürgertums
- Walther von Seydlitz, General, Vorwurf: Mordtaten an der Zivilbevölkerung und gefangenen Rotarmisten
- Heinz Sokolowski, Journalist, Spionage-Vorwurf (später beim Fluchtversuch an der Berliner Mauer erschossen)
- Walther Sommer, Jurist in der Partei-Kanzlei der NSDAP, hingerichtet
- Gustav Sorge, SS-Hauptscharführer und Kriegsverbrecher; angeklagt, mehr als 18.000 sowjetische Gefangene im KZ Sachsenhausen getötet zu haben
- Günter Stempel, Politiker (LDP), Ablehnung des Wahlgesetzes der DDR mit Einheitslisten aller Parteien
- Helmut Stief, Parlamentsstenograf, Landtagsdirektor, Erfinder des Stenografiesystems Stiefografie
- Wolfgang Strauß, LDP-Mitglied, Vorwurf der antisowjetischen Propaganda
- Albert Thormann, Vorwurf der antisowjetischen Propaganda
- Erwein von Thun und Hohenstein, Major, Kriegsverbrechen in der Slowakei, hingerichtet
- Friedrich Timm, Verleumdung der Sowjetunion
- Hans Voelkner, Auslandsspion im Dienst der DDR
- Günther Wagenlehner, unbotmäßiger Speziallagerhäftling
- Erica Wallach, Spionage-Vorwurf
- Wolfgang Waterstraat, Arzt; wegen angeblicher Spionage, Diversion und antisowjetischer Propaganda hingerichtet
- Gerhard Weck, SPD-Mitglied, NS-Verfolgter, Oberbürgermeister von Werdau
- Arno Wend, Politiker (SPD), widersetzte sich dem SED-Kurs
- Friedrich-Franz Wiese, LDP-Mitglied
- Joachim Wrana, Elektroingenieur, Vorwurf der Sabotage
- Heinz Zeiss, Arzt, Epidemiologe und Hygieniker
- Eduard Zimmermann, anfangs Schwarzmarkthändler, dann Verbrecherjäger, später Journalist (Moderator) und Sicherheitsexperte
- Kurt Zipper, Politiker (LPDP) und Mitglied der Volkskammer der DDR, wegen Spionage für den amerikanischen Geheimdienst hingerichtet

## Kommentar zu den SMT-Urteilen
Friedrich-Christian Schroeder, Strafrechtsprofessor an der Universität Regensburg, stellt hierzu fest:

„Das Vorgehen der Sowjetischen Militärtribunale gegen deutsche Zivilpersonen stand nicht nur hinsichtlich der angewendeten Rechtsvorschriften, sondern auch hinsichtlich ihrer Praxis in krassem Widerspruch zu rechtsstaatlichen Grundsätzen.“

## Rehabilitierung
Am 18. Oktober 1991 wurde in der Sowjetunion das „Gesetz über die Rehabilitierung von Opfern politischer Repressionen“ erlassen, das in seiner ersten Fassung nur für Bürger der Sowjetunion galt. Mit der Novellierung am 22. Dezember 1992 wurde es auch auf Ausländer ausgeweitet. Seitdem sind auch mehr als zehntausend deutsche SMT-Verurteilte nach diesem Gesetz rehabilitiert worden. Ihre Namen sind – zum großen Teil einschließlich der ergangenen Bescheide – auf einer Website der Dokumentationsstelle Dresden der Stiftung Sächsische Gedenkstätten abrufbar.